# Sulfatierung (Akkumulator)

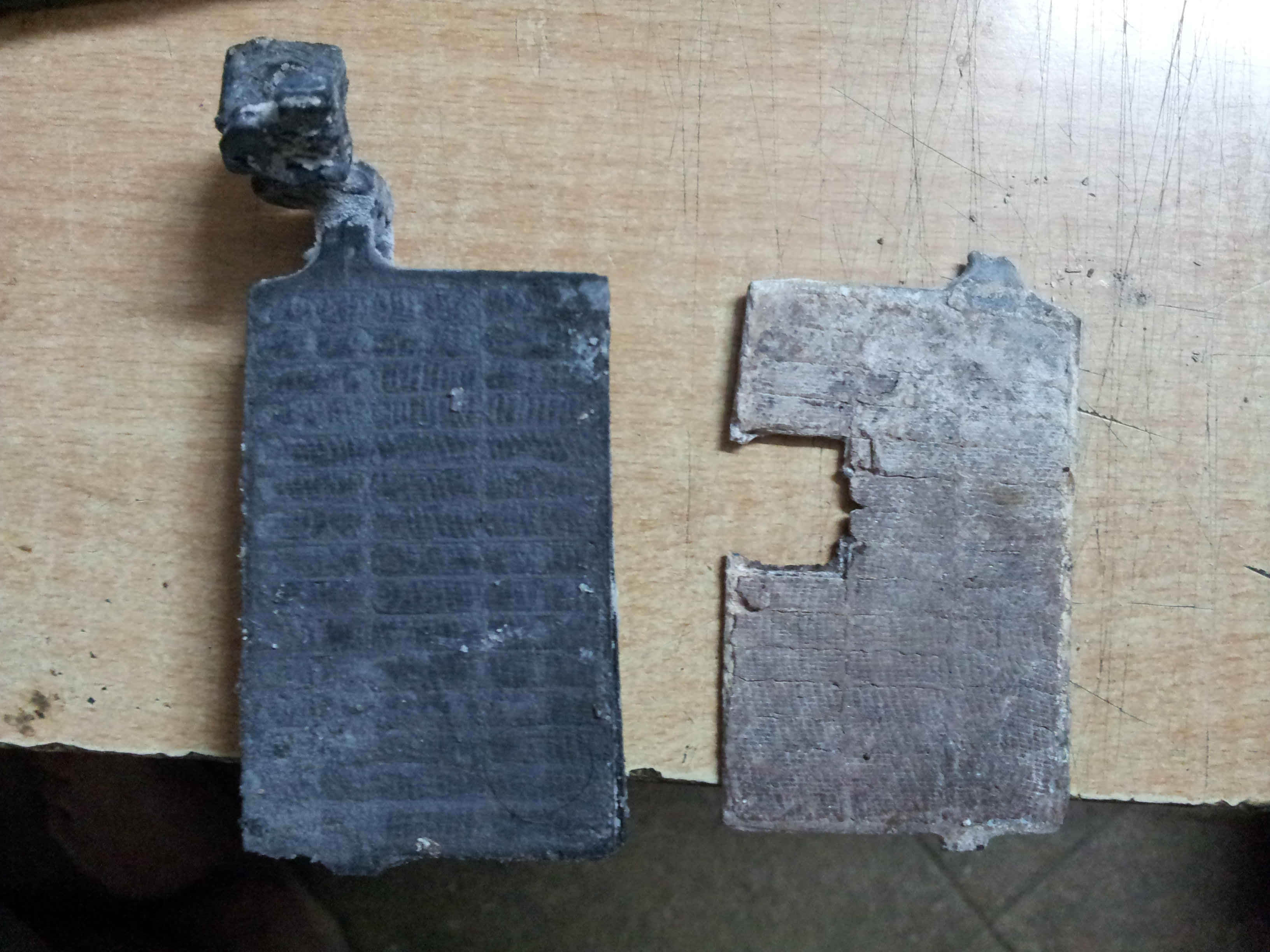
Sulfatierte Bleiplatten eines Akkumulators mit 12 V und 5 Ah

Bei der Sulfatierung eines Bleiakkumulators schließen sich an der Elektrodenoberfläche weiße Bleisulfat-Kristalle zu grobkörnigeren Ablagerungen zusammen (Kristallwachstum). In Folge verringert einerseits die aktive Oberfläche der Elektroden und führt zu einer geringeren Reaktionsfähigkeit und damit zu einer Reduktion der Leistungsfähigkeit. Zudem erhöht sich der elektrische Innenwiderstand, damit reduzieren sich mögliche Lade- und Entladeströme. Andererseits wird aus der Schwefelsäure der Schwefel in den Kristallen chemisch gebunden, welches die Säuredichte und damit die Kapazität bzw. den Wirkungsgrad des Akkumulators reduziert.
Dieser Prozess ist nur schwierig vollständig rückgängig zu machen.
Die gebildeten Bleisulfat-Kristalle können durch Erschütterungen von den Elektroden abfallen und am Boden der Zelle eine Schlammschicht bilden. Diese Schlammschicht erhöht sich mit der Zeit. Ein Kurzschluss ist durch diesen nicht leitenden Schlamm jedoch nicht zu befürchten, dieser tritt nur durch abgeplatzte Teile der korrodierten positiven Elektrode auf.
Historische Akkus in Glas- oder Hartgummigefäßen ließen sich zur Entnahme des Schlamms demontieren. Bei verschlossenen Bleiakkus dagegen ist das i. d. R. nicht mehr möglich.
In ventilgeregelten Blei-Säure-Akkumulatoren (VRLA-Akkumulatoren) oder Akkumulatoren, in denen der Elektrolyt durch Glasfasermatten (AGM-Akkumulatoren) oder geliert (Gel-Akkumulatoren) gebunden ist, wird die Möglichkeit das Herunterfallen der Kristalle reduziert und die Rüttelfestigkeit nimmt zu.
Sulfatierung tritt verstärkt auf, wenn Bleiakkus längere Zeit ungeladen gelagert werden, etwa bei Boots- oder Motorrad-„Batterien“ in der Winterzeit.

## Rückgängigmachung
Die Hersteller einiger elektronisch gesteuerter Ladegeräte oder Zusatzschaltungen geben an, Bleiakkus zu entsulfatisieren, indem wiederholt kurze, stärkere Ströme erzeugt werden, welche die Sulfatkristalle abbauen oder zerstören und damit die Kapazität des Akkus wiederherstellen sollen. Die Funktion ist jedoch fragwürdig, da die Entsulfatisierung durch (teils starke) Stromimpulse verschiedener Frequenzen und Signalformen zur Regeneration sulfatierter Bleiakkumulatoren bisher noch nicht unabhängig nachgewiesen wurde.